# Stora Långviks Gruf AB

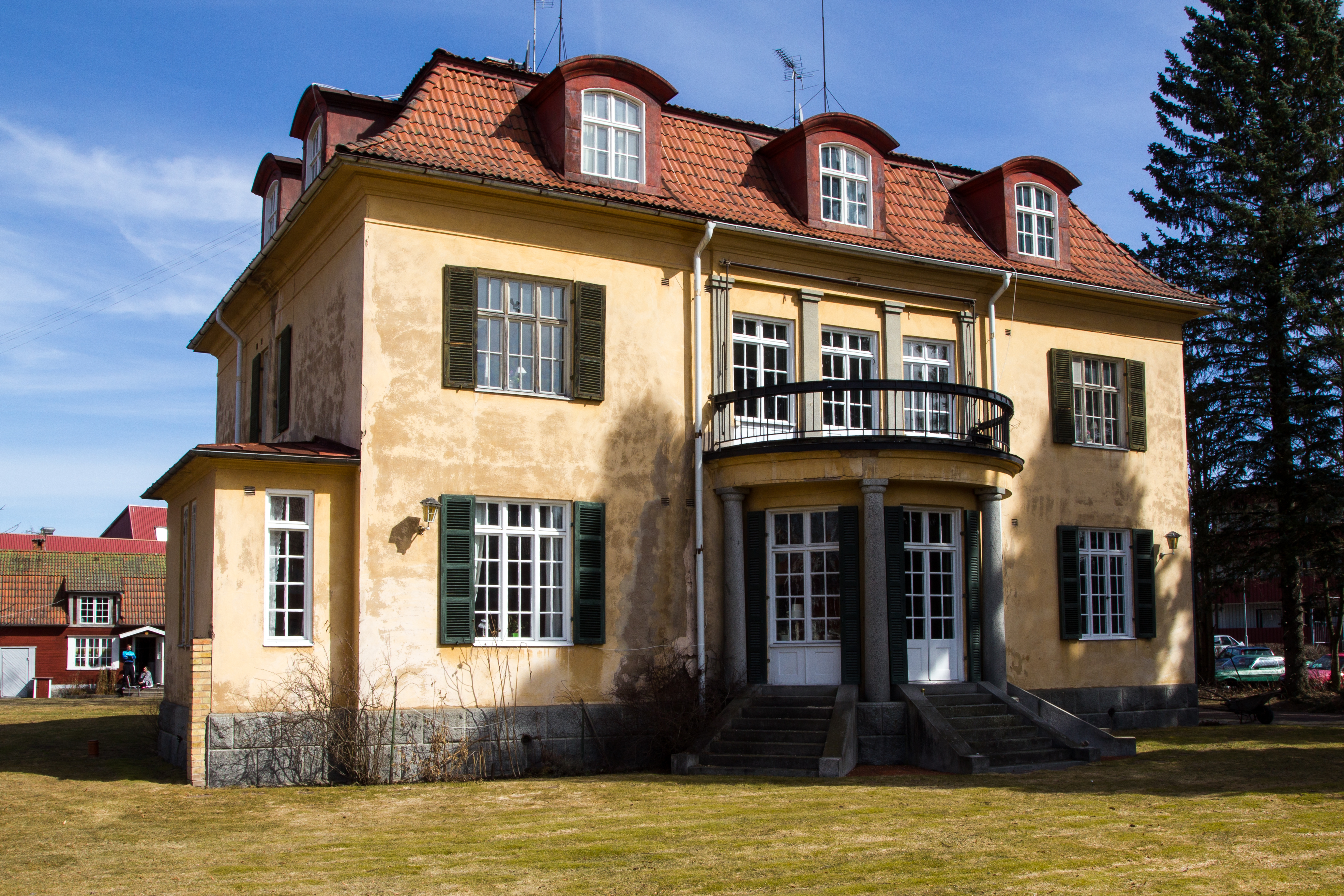
Haffnerska villan i Hedemora, bolagets disponentbostad.

Stora Långviks Gruf AB var en gruvkoncern verksam 1868–1950.
Företaget grundades 1868, när järngruvorna i Garpenbergs och By socknar slogs samman. Allt eftersom såldes de mindre gruvorna av, vilket år 1910 resulterade i att det som återstod var Intrångsfältet, Långviksfältet, Middagsgruvan samt Jelkens och Bensåsens gruvor.
Bolaget var ägt av Stockholms Enskilda Bank, som dock sålde det år 1911 till tyska Bochumer Verein GmbH (efter 1926 del av Vereinigte Stahlwerke). De nya ägarna expanderade företaget genom att köpa och/eller driva gruvor även utanför Dalarna, till exempel Tabergsgruvan, Natorps gruvor och Askö gruva.
Stora Långvik ingick under andra världskriget i Stora Långviksgruppen, som ägdes av den tyska stålkoncernen Vereinigte Stahlwerke. Såsom andra Tyskgruvor ställdes bolaget under Flyktkapitalbyrån. Detta skedde 22 juni 1946, och Stora Långviks Gruf AB inlöstes av AB Statsgruvor 1950.